# Freethorpe
 (juillet 2023).
Freethorpe est une paroisse civile et un village du Norfolk, en Angleterre.